# Таупо (округ)
Таупо (англ. Taupo, маор. Taupōnui-a-Tia) — територіальне управління (округ) в Нової Зеландії, розташоване у центральній частині Північного острова. Адміністративно входить до чотирьох різних регіонів: Ваїкато, Бей оф Пленті, Хоукіс Бей, Манавату-Вангануї. Населення регіону становить 35 600 осіб (оц.2015), згідно з переписом 2013 року — 32,907, площа — 6,970 км², малозаселений — щільність 5.1 особи/км². Округ розкинувся навколо найбільшого в Новій Зеландії озера — Таупо, на честь якого й отримав свою назву.
Окружна рада базується в найбільшому місті Таупо (населення 23 700 осіб).

## Географія
Округ розташований в центральній частині Північного острова.

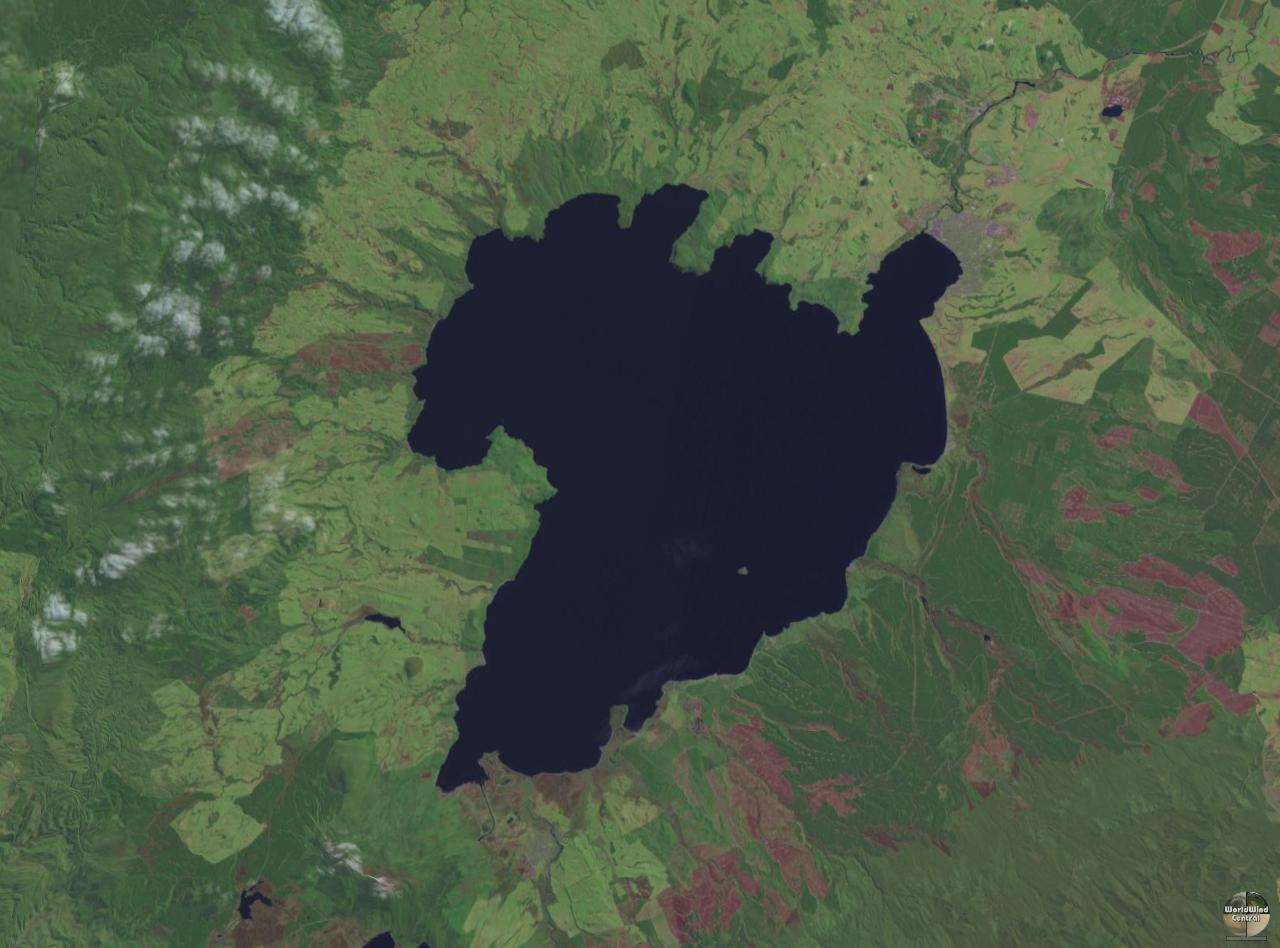
Космічний знімок озера Таупо.

В центральній частині округу — озеро Таупо, на честь якого й отримав свою назву округ. Площа дзеркала — 6970 км², Таупо є найбільшим прісноводним озером в усій Океанії.
Озеро є кратером вулкана Таупо, який є частиною великої однойменної вулканічної зони. Найбільше виверження відбулося в 181 році, коли хмари попелу, ймовірно саме від цього вулкана, зафіксували давньокитайські та давньоримські джерела.

## Демографія
Населення округу Таупо згідно з переписом від 30 червня 2013 року становить 32,907 осіб, нараховується 19,644 домогосподарств. Округ малозаселений, щільність — 4.9 осіб/км², це втричі нижче за середній показник по країні (16.2осіб/км²). Більше того 2/3 округу, сконцентровані в адміністративному центрі — в місті Таупо. Чисельність стабільно зростає, так само зростає середній вік мешканців округу — 40.3 років (пер.2013). 
Чоловіки складають 49.03%, жінки — 50.97%. Діти (до 15 років) становлять 20.6%, дорослі (15-39 років): 29.0%, старший вік (40-64 років): 33.3%, літні люди (65+): 17.2%. 
Автохтонні маорійці становлять 27.44% — 9030 осіб. 

## Адміністративне управління
Територія округу Таупо різними своїми частинами належить до чотирьох різних регіонів:

- Ваїкато (73.74%)
- Бей оф Пленті (14.31%)
- Хоукіс Бей (11.26%)
- Манавату-Вангануї (0.69%)

Він є унікальним в Новій Зеландії за кількістю регіонів.

## Туризм
Мальовниче озеро Таупо популярне серед туристів.
З 1977 року в окрузі проводиться щорічний велозаїзд, найбільш масовий в Новій Зеландії. Велозмагання навколо озера Таупо — перший турнір в Океанії який був визнаний Міжнародним союзом велосипедистів. Турнір стартує та фінішує в місті Таупо, 160 км шлях пролягає навколо озера.